# برد آرمسترانگ (بازیگر پورنوگرافی)
برد آرمسترانگ (انگلیسی: Brad Armstrong؛ زاده ۲۳ سپتامبر ۱۹۶۵) یک بازیگر پورنوگرافی اهل کانادا است.